# Синагога (Сколе)
Синагога Сколе, дата виникнення якої  не відома, була закрита німцями після захоплення ними міста під час Другої світової війни. В даний час тут розташовано кінотеатр.

## Зовнішні посилання
- Фотографії синагоги в єврейській книзі пам'яті (New York Public Library) [Архівовано 29 квітня 2016 у Wayback Machine.] (heb.), (англ.)